# مجلس التنافسية
مجلس التنافسية (بالإنجليزية: Competitiveness Council)‏ والمعروف اختصاراً بـCOMPET هو هيئة تابعة لمجلس الاتحاد الأوروبي تجتمع أربع مرات على الأقل في السنة. يضم هذا المجلس الوزراء المسؤولين عن التجارة والاقتصاد والصناعة والبحث والابتكار والفضاء من جميع الدول الأعضاء في الاتحاد الأوروبي. ويتناول أربعة مجالات سياسية: السوق الداخلية والصناعة والبحث والابتكار والفضاء.
تم إنشاء هذا المجلس في يونيو 2002 وذلك بعد دمج ثلاثة كتل سابقة (السوق الداخلية والصناعة والبحث).